# Martin Ťapák
Martin Ťapák, né à Liesek (Tchécoslovaquie) le 13 octobre 1926 et mort à Bratislava (Slovaquie) le 1er février 2015, est un réalisateur, acteur, danseur et chorégraphe slovaque, père de l'acteur Marek Ťapák (cs).

## Biographie
Martin Ťapák suit les cours au conservatoire de Bratislava. Entre 1945 et 1950, il est comédien et assistant-metteur en scène au Théâtre national slovaque. En 1956, il est diplômé en chorégraphie à l'École supérieure des arts de la scène de Bratislava. Il est chorégraphe et directeur du Folk Art Ensemble slovaque (SĽUK) de 1950 à 1958, puis, entre 1959 et 1960 à la Laterna magika à Prague. L'année suivante, il est réalisateur pour le cinéma à Bratislava.

## Filmographie partielle

### Comme réalisateur

#### Au cinéma
- 1968 : Málka
- 1972 : Nevesta hôl
- 1973 : Zajtra bude neskoro
- 1973 : Putovanie do San Jaga
- 1975 : Den, ktory neumrie (Day Does Not Die)
- 1976 : Pacho, hybsky zbojnik
- 1976 : Stratená dolina (The Lost Lowlands)
- 1978 : Pusty dvor
- 1978 : Krutá lúbost (Cruel Love)
- 1981 : Hodiny
- 1982 : Plavcík a Vratko
- 1982 : Popolvár najväcsí na svete
- 1983 : Jozef Lenárt
- 1983 : Zrelá mladost
- 1984 : Ach, tá clovecina
- 1986 : Skleníková Venusa
- 1986 : Kohút nezaspieva
- 1986 : Návrat Jána Petru
- 1988 : Nedaleko do neba
- 1989 : Montiho cardás

#### À la télévision
- 1964 : Balada o Vojtovej Maríne
- 1965 : Kubo
- 1966 : Zivy bic
- 1966 : Rozthrla sa hudáckovi struna
- 1967 : Rok na dedine
- 1968 : Lúcka, na ktorej spáva vietor
- 1970 : Rysavá jalovica
- 1972 : Preco Adam Chvojka spáva doma
- 1975 : Horali
- 1976 : Sváko Ragan
- 1977 : Vianocné oblátky (Christmas Wafer)
- 1979 : Uzlíky nádeje
- 1979 : Sochy Jána Kulicha
- 1979 : Miso
- 1980 : Katera

### Comme acteur
- 1966 : Le Fils de la Grande Ourse (Die Söhne der großen Bärin)

## Distinctions
En 1969, il reçoit le titre d'Artiste émérite et, en 1988, celui d'Artiste national.